# الكسندر سيمز
الكسندر سيمز (بالإنجليزية: Alexander Sims)‏ هو سائق سيارة سباق بريطاني، ولد في 15 مارس 1988 في لندن في المملكة المتحدة.

## وصلات خارجية
- الكسندر سيمز على موقع Racing-Reference.info (الإنجليزية)
- الكسندر سيمز على موقع DriverDB.com (الإنجليزية)

- الموقع الرسمي